# Orchis
Genre
Orchis est un genre de plantes à fleurs de la famille des Orchidaceae (les orchidées) comprenant plusieurs espèces européennes sauvages terrestres. Ce genre, créé par Linné en 1753, regroupait alors de nombreuses espèces dont certaines ont ensuite été séparées pour être transférées dans de nouveaux genres Dactylorhiza et Himantoglossum. En 1997, des analyses génétiques ont conduit à la distribution de certaines espèces supplémentaires du genre Orchis dans les genres Anacamptis et Neotinea.

## Liste d'espèces
Selon World Checklist of Selected Plant Families (WCSP) (26 avr. 2010) :
- Orchis adenocheila  Czerniak. (1924)
- Orchis ×algeriensis  B.Baumann & H.Baumann (2005)
- Orchis anatolica  Boiss. (1844)
- Orchis ×angusticruris  Franch. (1885)
- Orchis anthropophora  (L.) All. (1785)
- Orchis ×aurunca  W.Rossi & Minut., Atti Accad. Naz. Lincei (1985)
- Orchis ×bergonii  Nanteuil (1887)
- Orchis ×beyrichii  (Rchb.f.) A.Kern. (1865)
- Orchis ×bispurium  (G.Keller) H.Kretzschmar, Eccarius & H.Dietr. (2007)
- Orchis ×bivonae  Tod. (1840)
- Orchis brancifortii  Biv. (1813)
- Orchis ×buelii  Wildh. (1970)
- Orchis ×calliantha  Renz & Taubenheim (1983)
- Orchis ×celtiberica  Pau (1921)
- Orchis ×chabalensis  B.Baumann & al. (2003)
- Orchis ×clandestina  Hautz. (1978)
- Orchis ×colemanii  Cortesi (1907)
- Orchis ×fitzii  Hautz., Ann. Naturhist. Mus. Wien (1980 publ. 1983)
- Orchis galilaea  (Bornm. & M.Schulze) Schltr. (1923)
- Orchis ×hybrida  (Lindl.) Boenn. ex Rchb. (1830)
- Orchis italica  Poir. (1798)
- Orchis ×klopfensteiniae  P.Delforge (1985)
- Orchis ×kretzschmariorum  B.Baumann & H.Baumann (2006)
- Orchis laeta  Steinh., Ann. Sci. Nat. (1838)
- Orchis ×ligustica  Ruppert (1933)
- Orchis ×loreziana  Brügger (1874)
- Orchis ×lucensis  Antonetti & Bertolini (2006)
- Orchis ×macra  Lindl., Syn. Brit. Fl. (1835)
- Orchis mascula  (L.) L., Fl. Suec. (1755)
- Orchis militaris  L. (1753)
- Orchis olbiensis  Reut. ex Gren. (1859)
- Orchis ×palanchonii  G.Foelsche & W.Foelsche (2005)
- Orchis pallens  L. (1771)
- Orchis patens  Desf. (1799)
- Orchis pauciflora  Ten., Fl. Napol. (1812)
- Orchis ×penzigiana  A.Camus (1928)
- Orchis ×permixta  Soó (1932)
- Orchis ×petterssonii  G.Keller ex Pett. (1947)
- Orchis ×plessidiaca  Renz (1928)
- Orchis provincialis  Balb. ex Lam. & DC. (1806)
- Orchis ×pseudoanatolica  H.Fleischm. (1914)
- Orchis ×pseudoanatolica nothosubsp. pseudoanatolica  .
- Orchis punctulata  Steven ex Lindl. (1835)
- Orchis purpurea  Huds. (1762)
- Orchis quadripunctata  Cirillo ex Ten., Fl. Napol. (1812)
- Orchis ×serraniana  P.Delforge (1989)
- Orchis ×sezikiana  B.Baumann & H.Baumann (1991)
- Orchis simia  Lam. (1779)
- Orchis sitiaca  (Renz) P.Delforge (1990)
- Orchis spitzelii  Saut. ex W.D.J.Koch (1837)
- Orchis ×spuria  Rchb.f. (1849)
- Orchis ×subpatens  E.G.Camus (1928)
- Orchis ×thriftiensis  Renz (1932)
- Orchis ×tochniana  Kreutz & Scraton (2002)
- Orchis troodi  (Renz) P.Delforge (1990)
- Orchis ×willingiorum  B.Baumann & H.Baumann (2006)
- Orchis ×wulffiana  Soó (1932)

## Espèces re-nommées
Orchis papilionacea a été renommée en Anacamptis papilionacea, Orchis collina en Anacamptis collina, Orchis morio en Anacamptis morio, Orchis coriophora en Anacamptis coriophora, Orchis lactea en Neotinea lactea, Orchis conica en Neotinea tridentata subsp. conica, Orchis ustulata en Neotinea ustulata, Orchis tridentata en Neotinea tridentata, et Orchis langei en Orchis mascula subsp. laxifloriformis.

## Ennemis
Les papillons de nuit (hétérocères) suivants se nourrissent d'orchidées du genre Orchis :

- Cucullie du bouillon blanc Shargacucullia verbasci ou Cucullia (Shargacucullia) verbasci (Noctuidae),
- Moyen paon de nuit Saturnia spini (Saturniidae).